# Fossano
Fossano (en français, Fossan) est une ville italienne de la province de Coni dans la région du Piémont. Elle est la quatrième ville la plus peuplée de la province de Coni, après Coni, Alba et Bra.

## Géographie
La ville est située sur une colline à côté de la rivière Stura : cette position lui a permis de se sauver de son débordement, en 1994.
Aujourd'hui, la ville se compose de deux niveaux : Fossano haute (y compris Bourg-Place et Bourg-Vieux, qui forment le centre historique, plus Bourg-Sauze et Bourg-Neuf, quartiers développés dans les années 1960) et Fossano basse, divisée en Bourg-Saint-Bernard et Bourg-Saint-Antoine, située dans une cuvette entourée par la colline du Coniolo. Les bourgs de la ville sont, du plus vieux au plus jeune (le nom italien entre parenthèses) :
- Bourg-Vieux (Borgo Vecchio) ;
- Bourg-Sauze (Borgo Salice) ;
- Bourg-Place (Borgo Piazza) ;
- Bourg-Saint-Antoine (Borgo Sant'Antonio) ;
- Bourg-Saint-Bernard (Borgo San Bernardo) ;
- Bourg-Neuf (Borgo Nuovo) ;
- Bourg-Romanis (Borgo Romanisio), composé des plusieurs hameaux de Fossano.

La ville dispose de la gare de Fossano, important établissement ferroviaire. Il y a également la gare de Maddalene mais qui est fermée aux voyageurs.

## Économie
La ville abritait une usine de fabrication de pneumatiques du groupe français Michelin jusqu’en 2017.

## Culture
Elle abrite également les deux  entreprises les plus importantes de fabrication de pâtisseries italiennes, notamment le « paneton » et la « colombo cuore d'oro » (Balocco).
Elle héberge aussi une fabrique de porte tout de voitures et camionnettes (Aurillis It.).

## Administration
| Période                                  | Période  | Identité          | Étiquette     | Qualité |
| ---------------------------------------- | -------- | ----------------- | ------------- | ------- |
| 23 juin 2009                             | En cours | Francesco Balocco | Centre gauche |         |
| Les données manquantes sont à compléter. |          |                   |               |         |

### Hameaux
Les hameaux de la ville sont au nombre de 15 (Murazzo, Saint-Sebastian, Maddalene, Piovani, Gerbo, Saint-Victor, Mellea, Saint-Martin, Saint-Antoine-Baligio, Cussanio, Saint-Laurent, Sainte-Lucie, Tagliata, Boschetti, Loreto) et comprennent 5 253 habitants.

### Communes limitrophes
Bene Vagienna, Centallo, Cervere, Genola, Montanera, Salmour, Sant'Albano Stura, Savigliano, Trinità, Villafalletto

## Personnalités liées à la commune
- Bonne de Savoie (1449-1503), princesse de la maison de Savoie puis duchesse de Milan ; morte à Fossano.
- Ambrogio Borgognone (?-1523), peintre italien de l'école lombarde né à Fossano.
- Giovanni Giovenale Ancina (1545-1604), oratorien puis évêque de Saluces, reconnu bienheureux par l'Église catholique ; né à Fossano.
- Giovanni Battista Benaschi (1636-1688), peintre baroque né à Fossano.
- Jules Dupuit (1804-1866), ingénieur et économiste français né à Fossano.
- Fiorenzo Bava Beccaris (183]-1924), général responsable du massacre de Milan ; né à Fossano.
- Vittorio Baravalle (1855-1942), compositeur né à Fossano.
- Secondina Cesano (1879-1973), universitaire et numismate née à Fossano.
- Giacomo Alberione (1884-1971), fondateur d'instituts religieux reconnu bienheureux par l'Église ; né à Fossano.
- Giuseppe Beltrami (1889-1973), cardinal né à Fossano.
- Lorenzo Perrone (1904-1952), maçon ayant participé à l'agrandissement d'Auschwitz où il rencontre Primo Levi ; né et mort à Fossano.
- Rodolfo Sacco (1923-2022), résistant né à Fossano.
- Lucy Salani (1924-2023), femme trans ayant survécu aux camps de concentration nazis ; née à Fossano.
- Edoardo Agnelli Junior (1954-2000), fils de Giovanni Agnelli ; mort à Fossano.
- Sandro Cois (1972- ), footballeur né à Fossano.